# Strumigenys emeryi
Strumigenys emeryi är en myrart som beskrevs av Mann 1922. Strumigenys emeryi ingår i släktet Strumigenys och familjen myror. Inga underarter finns listade i Catalogue of Life.

## Bildgalleri

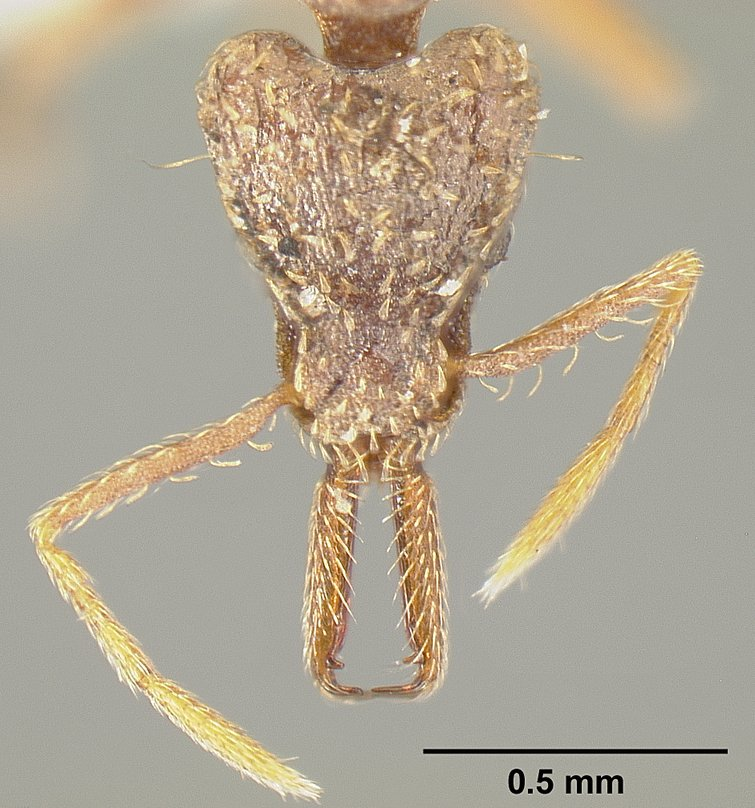
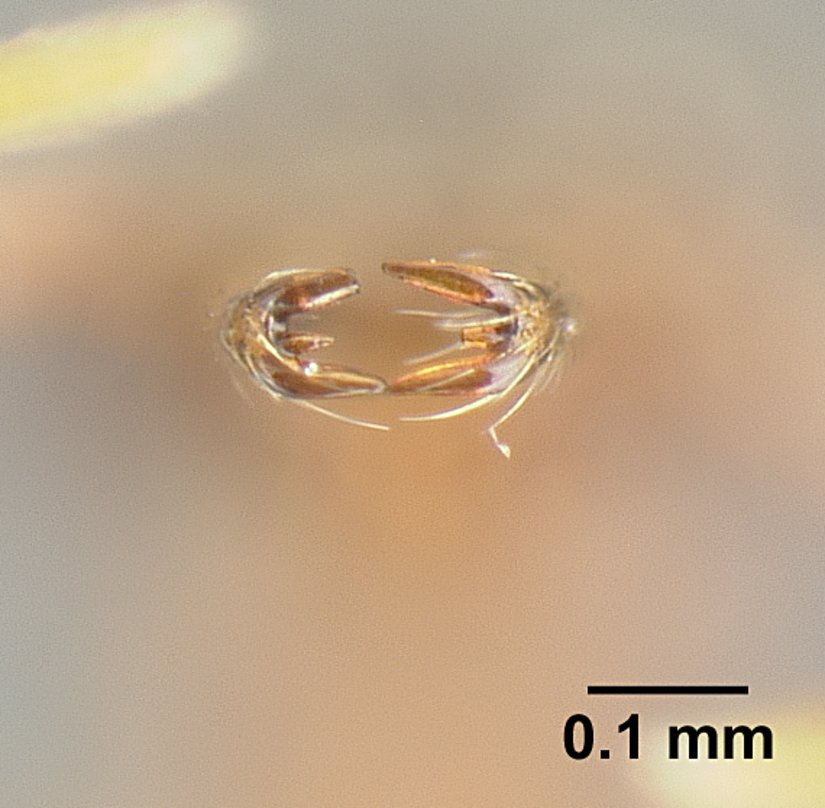
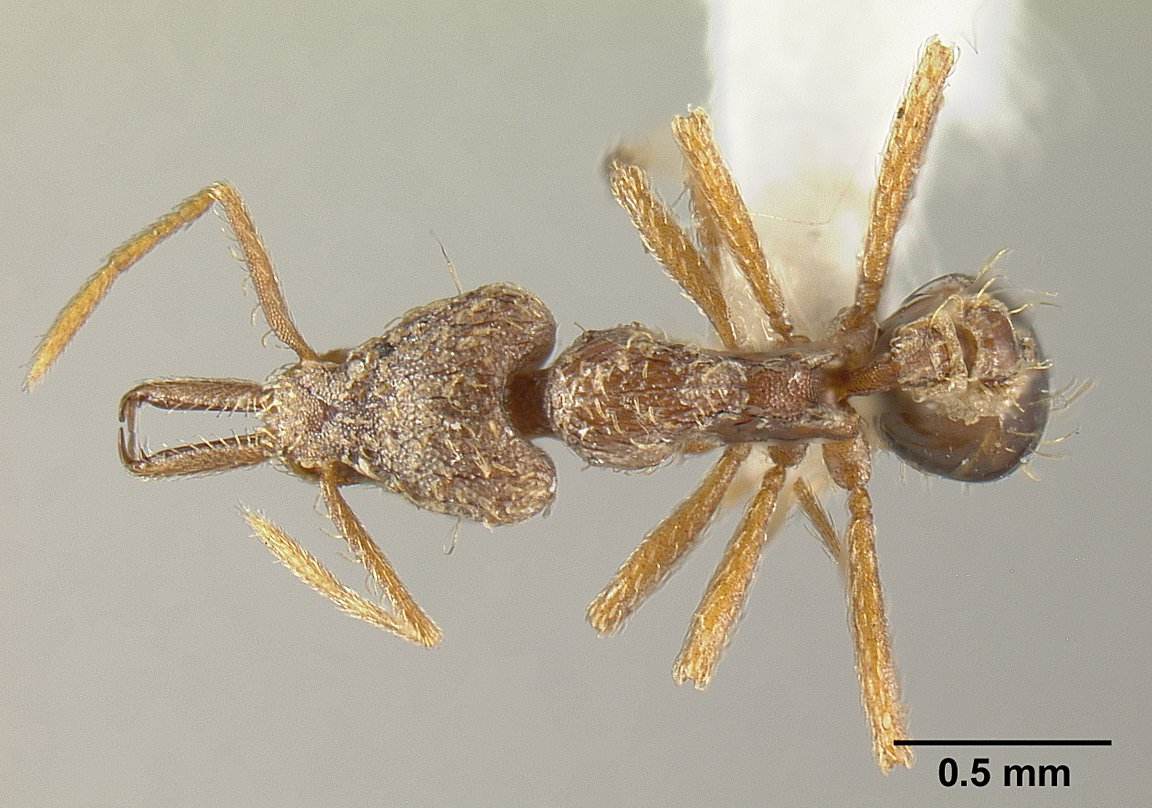
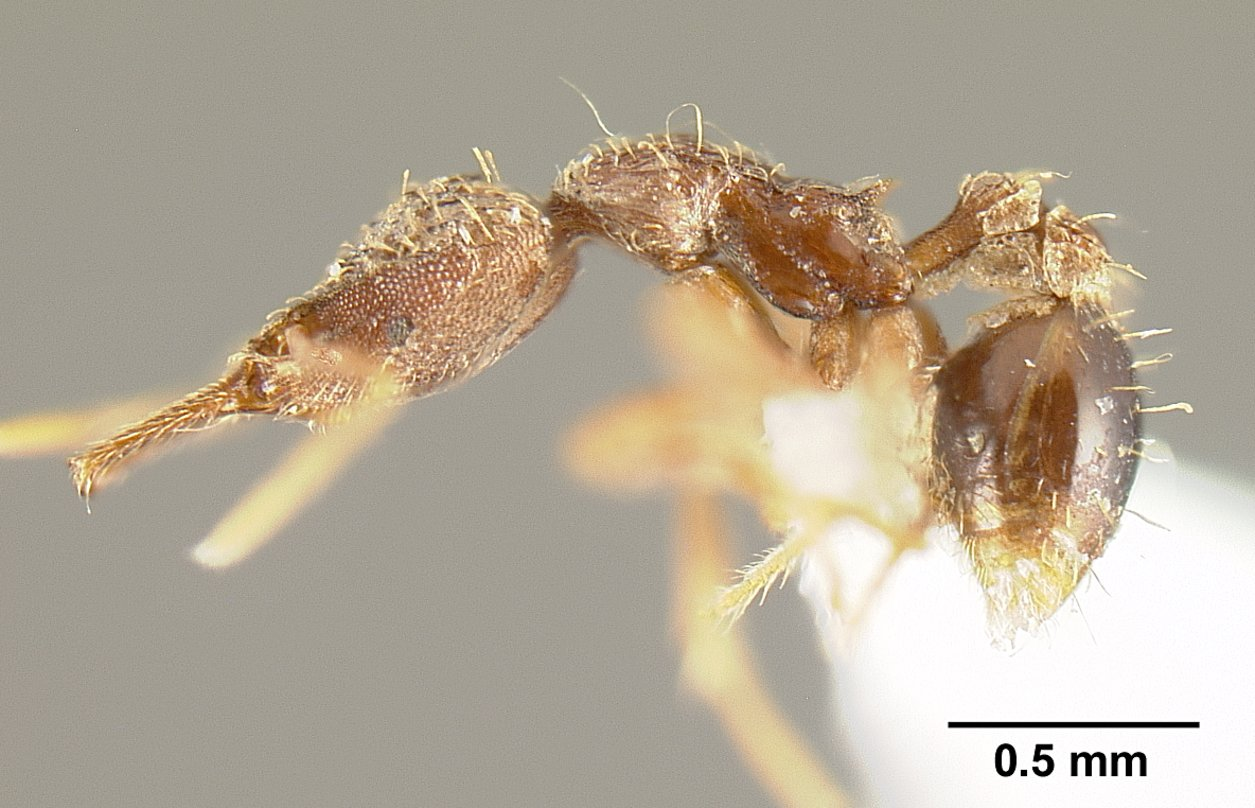